# Epidendrum lockhartioides
Epidendrum lockhartioides är en orkidéart som beskrevs av Rudolf Schlechter. Epidendrum lockhartioides ingår i släktet Epidendrum och familjen orkidéer. Inga underarter finns listade i Catalogue of Life.